# Палота (Кампобасо)
Палота је насеље у Италији у округу Кампобасо, региону Молизе.
Према процени из 2011. у насељу је живело 24 становника. Насеље се налази на надморској висини од 519 м.